# Sterlitamak
Sterlitamak (in russo: Стерлитамак (Sterlitamak), in baschiro: Стәрлетамаҡ (Stärletamaq)) è una città della Russia europea sudorientale, situata nella Repubblica della Baschiria vicino alla confluenza dei fiumi Aškadar e Steplja nella Belaja, 130 chilometri a sud dalla capitale Ufa.

## Storia
La sua fondazione risale al 1766; lo status di città le fu concesso nel 1781 dalla zarina Caterina II.

## Galleria d'immagini

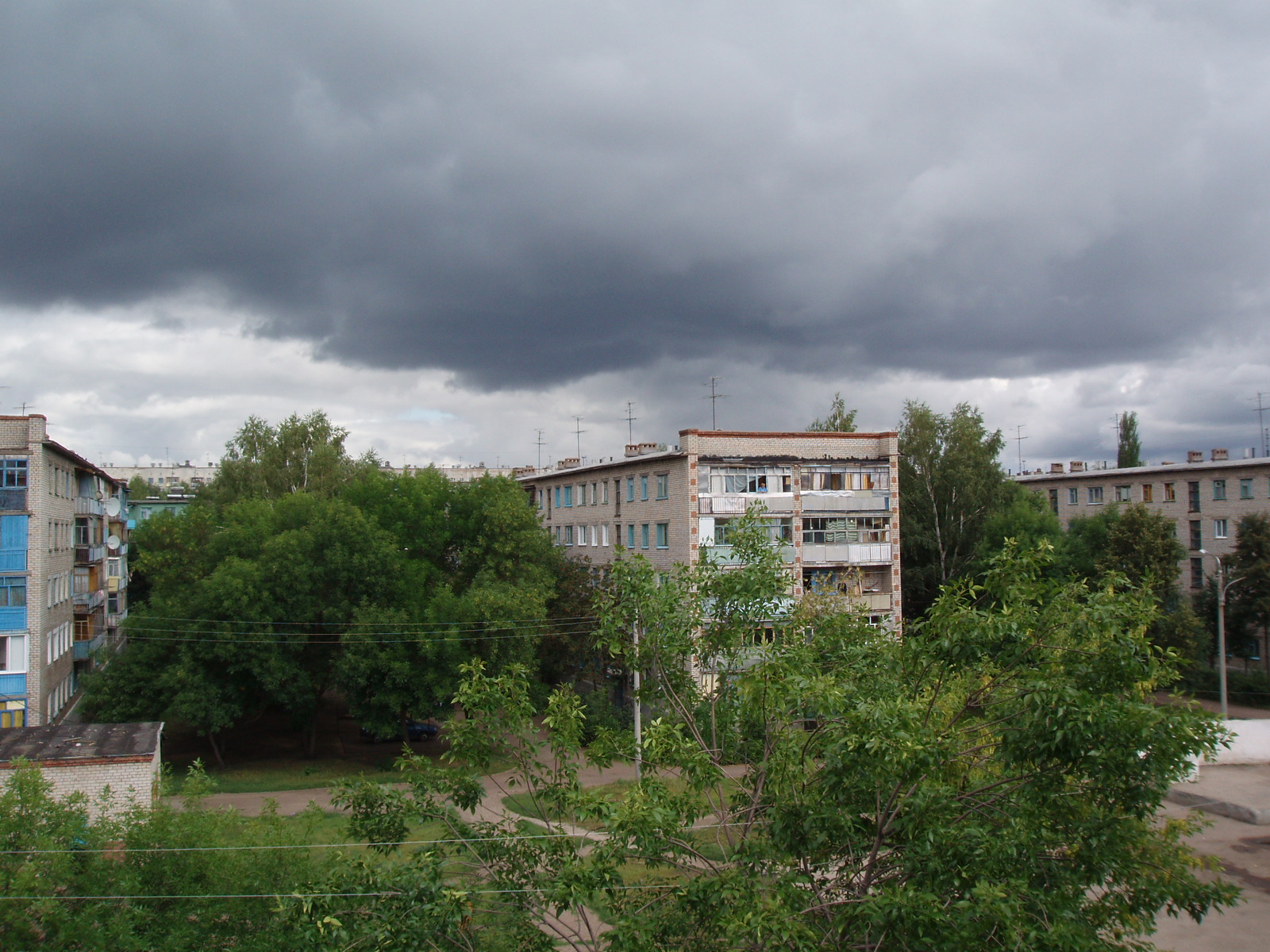
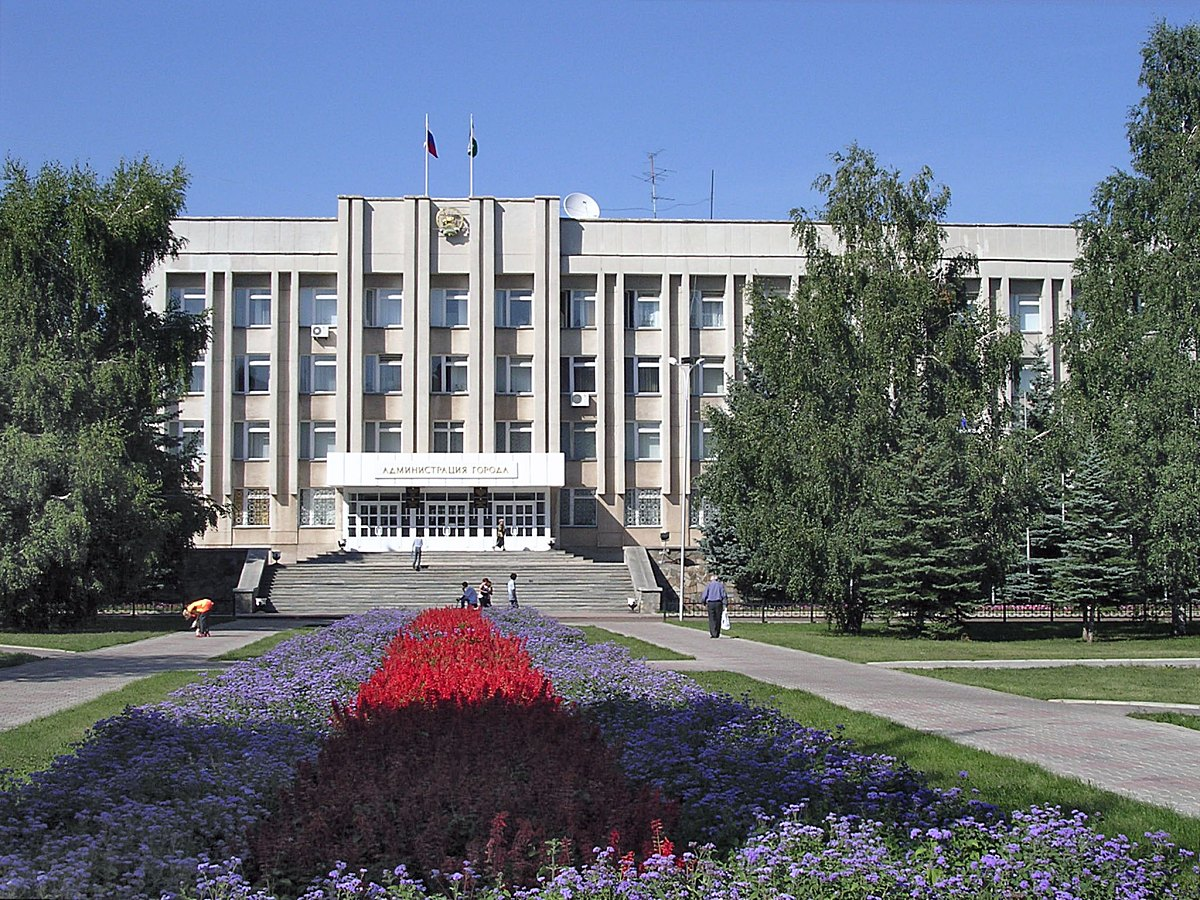
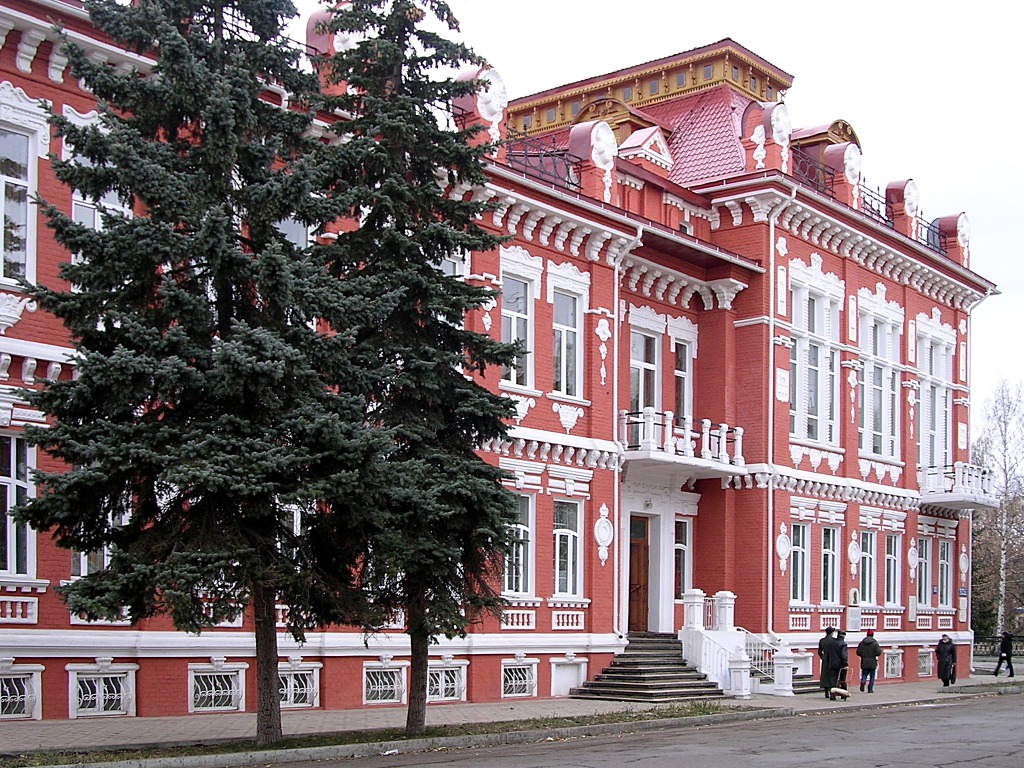
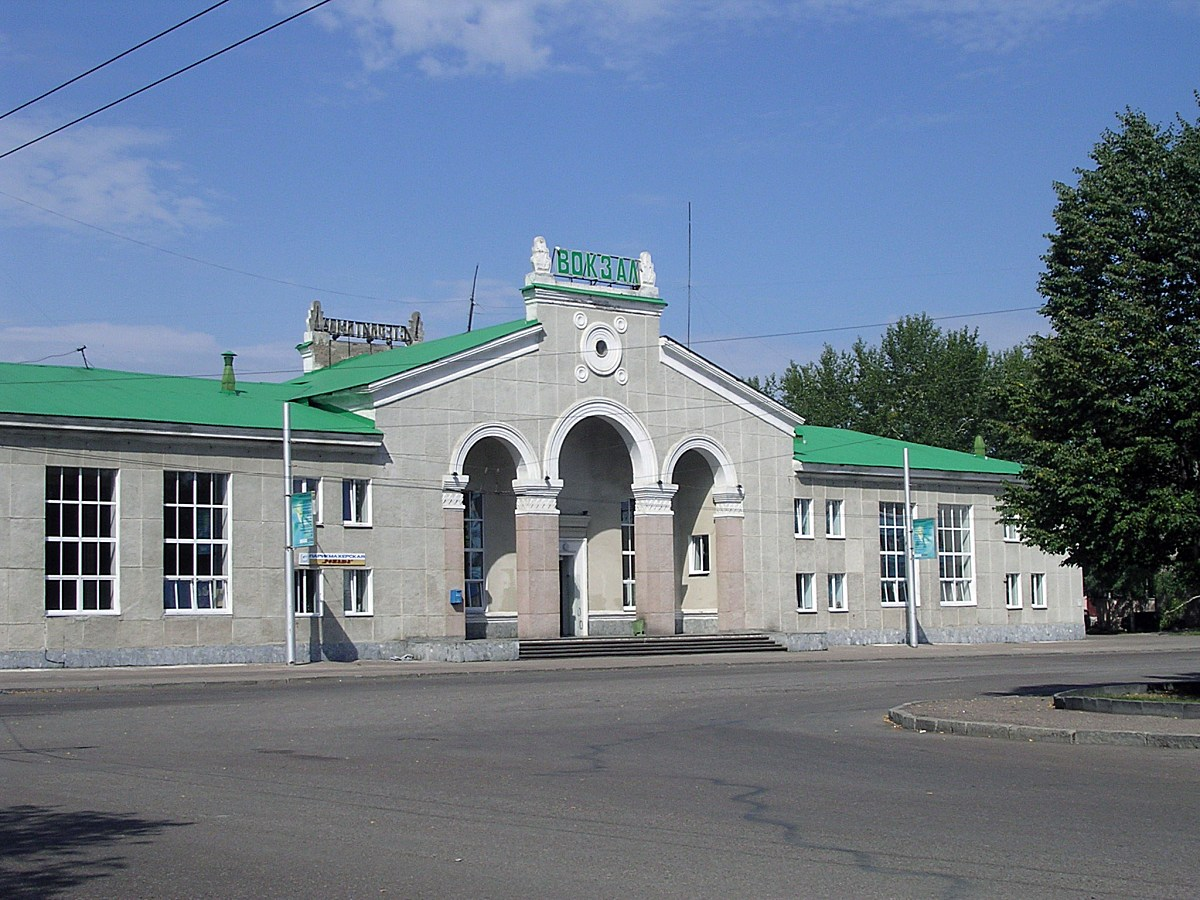

## Popolazione
| 1897    | 1926    | 1939    | 1959    | 1970    |
| ------- | ------- | ------- | ------- | ------- |
| 15 500  | 25 000  | 39 000  | 111 000 | 184 000 |
| 1979    | 1989    | 1996    | 2002    | 2007    |
| 220 100 | 247 400 | 261 000 | 264 400 | 266 200 |